# Баре (футбольный клуб)
«Баре́» (порт. Baré Esporte Clube) — бразильский футбольный клуб из города Боа-Виста, штат Рорайма.

## История
Клуб основан 26 октября 1946 года, домашние матчи проводит на стадионе «Фламарион Васконелос», вмещающем 10 000 зрителей. «Баре» 23 раза побеждал в чемпионате штата Рорайма, что делает самым титулованным клубом штата.
Победив в чемпионате штата в 2010 году, клуб получил право выступить в Серии D Бразилии в 2010 году и в Кубке Бразилии в 2011 году.
В настоящий момент клуб выступает в Серии D Бразилии.

## Достижения
- Лига Рорайменсе (18): 1960, 1964, 1965, 1966, 1967, 1969, 1970, 1971, 1972, 1982, 1984, 1986, 1988, 1996, 1997, 1999, 2006, 2010